# مایرز لئونارد
مایرز لئونارد (انگلیسی: Meyers Leonard؛ زادهٔ ۲۷ فوریهٔ ۱۹۹۲) بازیکن بسکتبال اهل ایالات متحده آمریکا است.

## حرفه
از باشگاه‌هایی که در آن بازی کرده‌است می‌توان به میامی هیت و پورتلند تریل بلیزرز اشاره کرد.